# Edition Melos
Die Edition Melos ist ein unabhängiger österreichischer Buchverlag mit Sitz in Wien.

## Geschichte und Programm
Gegründet wurde die Edition Melos im Frühjahr 2020 von Alexandra Bernhardt. Als Independent-Verlag hat die Edition laut Eigenaussage die „Förderung zeitgenössischer deutschsprachiger Lyrik“ zum Ziel, wobei „der lyrische Text, wo möglich, in Verbindung mit Werken der bildenden Kunst“ tritt.
Es erscheinen Debüts, Vertreter deutscher und österreichischer Gegenwartsliteratur und Lyrik in Übersetzung.
Das Verlagsprogramm umfasst Monografien, Anthologien sowie diverse Reihen.
Autoren des Verlags sind u. a. Thomas Ballhausen, Manon Bauer, Franzobel, Christian Futscher, Petra Ganglbauer, Claudia Kohlus, Doris Konradi, Simon Konttas, Erika Kronabitter, Augusta Laar, Reinhard Lechner, Sophie Reyer, Gerhard Rühm, Àxel Sanjosé, Ulrike Schrimpf, Renate Silberer, Boško Tomašević und Herbert J. Wimmer.
Der Verlag hat seinen Sitz in Wien.

## Titel (Auswahl)
- Sophie Reyer: Corona. Ein Chor (Reihe vers libre, Bd. 1, 2020), ISBN 978-3-9519842-0-9
- Franzobel: Heldenlieder (Reihe vers libre, Bd. 5, 2021), ISBN 978-3-9519842-4-7
- Àxel Sanjosé: Lebensmittellyrik. Nebst einem Anhang mit Büroartikellyrik (Reihe lunovis, Bd. 1, 2021), ISBN 978-3-9519842-7-8
- Gerhard Rühm: der mann mit eigenschaften. ein litaneiroman (2022), ISBN 978-3-9505056-4-1
- Dorina Marlen Heller, Sofie Morin: Schwestern im Vers. Zwiesprachen zwischen morgen und Frausein (Reihe vers libre, Bd. 12, 2022), ISBN 978-3-9505056-9-6
- Franzobel: Die Zauberflöte. Nach dem Libretto von Emanuel Schikaneder ediert und mit wohltemperierten Frechheiten moduliert. Illustriert von Petrus Akkordeon, ISBN 978-3-9505384-2-7
- Petra Ganglbauer: Aschengeheimnis. Lyrikzyklus (Reihe vers libre, Bd. 15, 2023), ISBN 978-3-9505384-6-5
- Sophie Reyer: Nach den Gesichtern. Miniaturen (2023), ISBN 978-3-9505384-9-6
- Alexandra Bernhardt (Hrsg.): Jahrbuch österreichischer Lyrik 2022/23 (2023), ISBN 978-3-9505384-4-1
- Augusta Laar: Nocturnes. Interventionen (2024), ISBN 978-3-9505459-0-6
- Claudia Kohlus: Und trüge ich einen Notenmantel. Gedichte und Zeichnungen (2024), ISBN  978-3-9505459-3-7
- Boško Tomašević: Über vorbereitete Niederlagen. Gedichte (2024), ISBN 978-3-9505459-4-4
- Manon Bauer: schatten sonette (Reihe vers libre, Bd. 21, 2025), ISBN 978-3-9505459-6-8